# Уканаль
Уканаль (ісп. Ucanal) — руїни міста цивілізації мая в департаменті Петен (Гватемала).

## Історія
Стародавньою назвою міста є K'aн-Віц. Утворено на початку класичного періоду. Тоді утворено царство К'анвіцналь. Її засновником був ахав К'ук'. Являв собою невеличку політію. Наприкінці IV століття підкорився без спротиву теотіуаканським військам, увійшов до системи «Нового порядку». На початку V ст. царство вимушено було підкоритися мутульському царю Сіхйах-Чан-К'авіілю II. З цього моменту протягом V—VI ст. залишався васалом Мутуля. У 630-х роках підпав під владу Канульського царства.
У 680 році війська K'анвіцналя брали участь у кампанії Сааля, союзника Кануля, проти царства К'анту. На подяку про це місто отримало частину «Ієрогліфічних сходів 1» з Караколя. У 695 році після поразки Канульської держави від Мутуля, перейшло на бік останнього. У 698 році було захоплено й пограбовано військами Саальського царства, а ахав K'анвіцналя — Іцамнаах-Б'алам — потрапив у полон. Після цього місто стало васалом і союзником Саальського царства.
Протягом VIII ст. місто й держава знаходилося в залежності від саальських ахавів.
У 800 році ахав K'анвіцналя в союзі з царством Біталя виступив проти царства Мутульського царства, але зазнав рішучої поразки, потрапив у полон. Його було принесено в жертву або він невдовзі загинув. Близько 801 року в K'анвіцналі затвердилася немаянська династія на чолі із військовиком (або колишнім найманцем) Папамалілєм. Того часу царство стало фактичним гегемоном Східного Петену, а правитель K'анвіцналя прийняв титул калоомте. Його союзниками (за іншою версією васалами) стали держави К'анту, Південний Мутуль та Сааль. У 817-820-х роках війська K'анвіцналя на чолі потужної коаліції завдали суттєвої поразки Мутульській державі, що зрештою призвело до занепаду останньої. У 830 році правителі K'анвіцналя сприяли встановленню нової династії в Сейбалі. Припинило своє існування наприкінці IX ст.
На думку деяких вчених про Уканаль йдеться в епосі «Пополь-Вух» як про місце перебування мая-кіче після прибуття з Центральної Мексики (або області Табаско), звідки вони рушили до Сейбаля, згодом до гірської області мая.

## Опис
Розташований на річці Мопан, на відстані 82 км на південний схід від руїн Тікаля.
За своєю архітектурою відповідає «стилю Петен». Складається з 114 будов у центральній частині та 150 житлових будов.
У центральній частині є декілька храмів і палаців, 2 майданчика з гри у м'яч.
Виявлено два штучних зрошувальних каналів, з яких один сягає 420 м завдовжки, інший — 370 м. Обидва канали мають 7 м завширшки.
З монументальної скульптури виявлено 22 стел і 16 вівтарів.

## Історія досліджень
Відкрито у 1914 році під час 11-ї експедиції фахівців Інституту Карнегі (США) на чолі із Р. Мервіном та К. Бішопом.